# Ben Telders

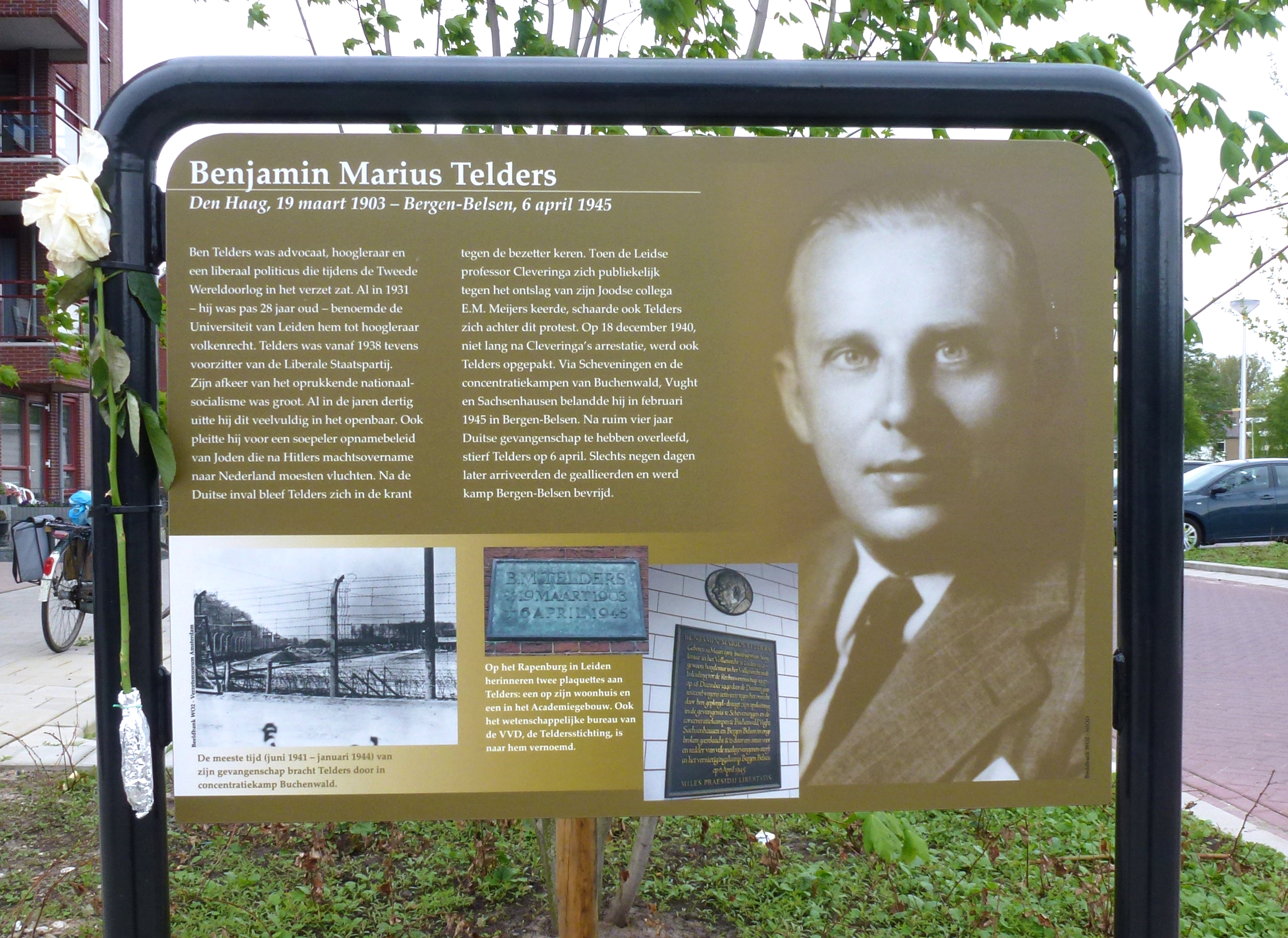
Informatiebord in Gouda

Benjamin Marius (Ben) Telders (Den Haag, 19 maart 1903 - Bergen-Belsen (Duitsland), 6 april 1945) was een Nederlandse rechtsgeleerde en politicus.

## Levensloop
Telders werd geboren als zoon van advocaat en procureur Wilhelm Albert Telders en Johanna Wilhelmina Vlielander Hein. Na zijn eindexamen aan het Gymnasium Haganum in Den Haag studeerde hij vanaf 1921 rechten aan de Rijksuniversiteit Leiden, waar hij op 6 mei 1927 promoveerde. Vervolgens werkte hij als advocaat op het kantoor van zijn vader.
In 1931 werd Telders op relatief jonge leeftijd benoemd tot buitengewoon hoogleraar volkenrecht aan de Rijksuniversiteit Leiden; hij hield zijn oratie, getiteld De juridieke waardering van den oorlog, op 16 oktober van dat jaar. In 1935 werd de benoeming omgezet in een tot gewoon hoogleraar. Vanaf 1938 raakte hij betrokken bij de Nederlandse politiek; hij werd op 35-jarige leeftijd partijvoorzitter van de Liberale Staatspartij.
Met name zijn felle verzet, samen met zijn collega Cleveringa, tegen het ontslag van Joodse ambtenaren aan de Leidse universiteit, waarin hij personeel en studenten trachtte te mobiliseren, leidde ertoe dat hij op 18 december 1940 door de Duitse bezetter werd opgepakt. Achtereenvolgens verbleef hij in de gevangenis van Scheveningen, het concentratiekamp Buchenwald, het kamp Vught en het kamp Sachsenhausen, tot hij in februari 1945 in het concentratiekamp Bergen-Belsen terechtkwam. Daar overleed hij vlak voor de bevrijding op 42-jarige leeftijd aan de gevolgen van vlektyfus.
In 1946 werd hem postuum het Verzetskruis toegekend.

## Nalatenschap
Professor Telders is de naamgever van de internationale wedstrijd Telders International Law Moot Court Competition, een van de voornaamste internationale pleitwedstrijden voor rechtenstudenten. Tevens is hij de naamgever van de Teldersstichting, het wetenschappelijk bureau van de VVD. In 2020 werd het Klein Auditorium van het Academiegebouw van de Universiteit Leiden hernoemd tot Telders Auditorium. In Den Haag is de Professor B.M. Teldersweg naar hem genoemd. In Rotterdam is de Teldersweg in Schiebroek naar hem genoemd. In Delft is in de wijk Wippolder de Professor Telderslaan naar hem vernoemd. In Leiden is de basisschool Telders naar hem genoemd, is er een Telderskade en heet het huis Rapenburg 45 ook wel Telders-huis. In Vlaardingen is de Professor Teldersstraat naar hem genoemd. 
Ben Telders is lid van het Nederlandse geslacht Telders, dat in 1942 werd opgenomen in het Nederland's Patriciaat.

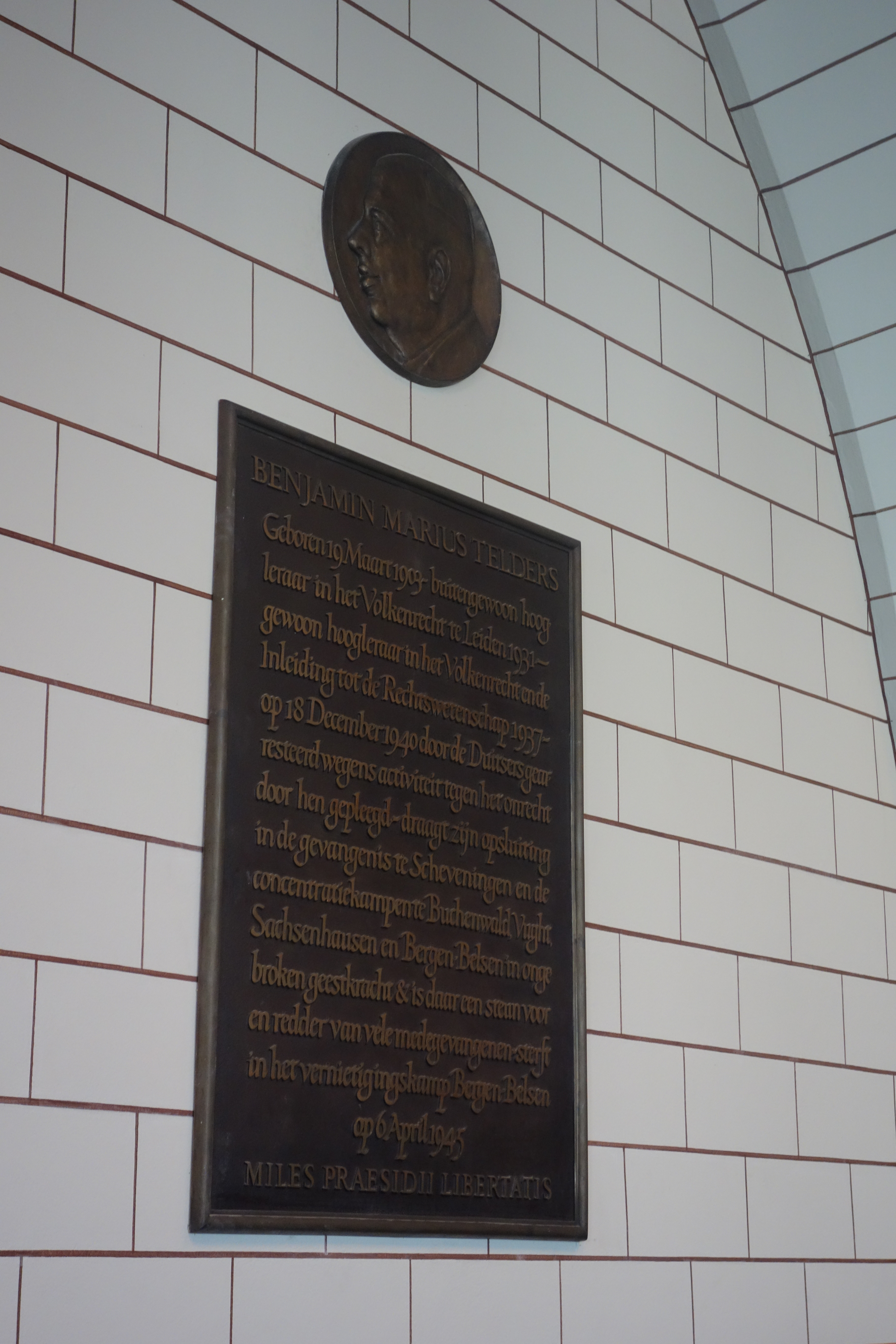
Plaquette in het Leidse Academiegebouw
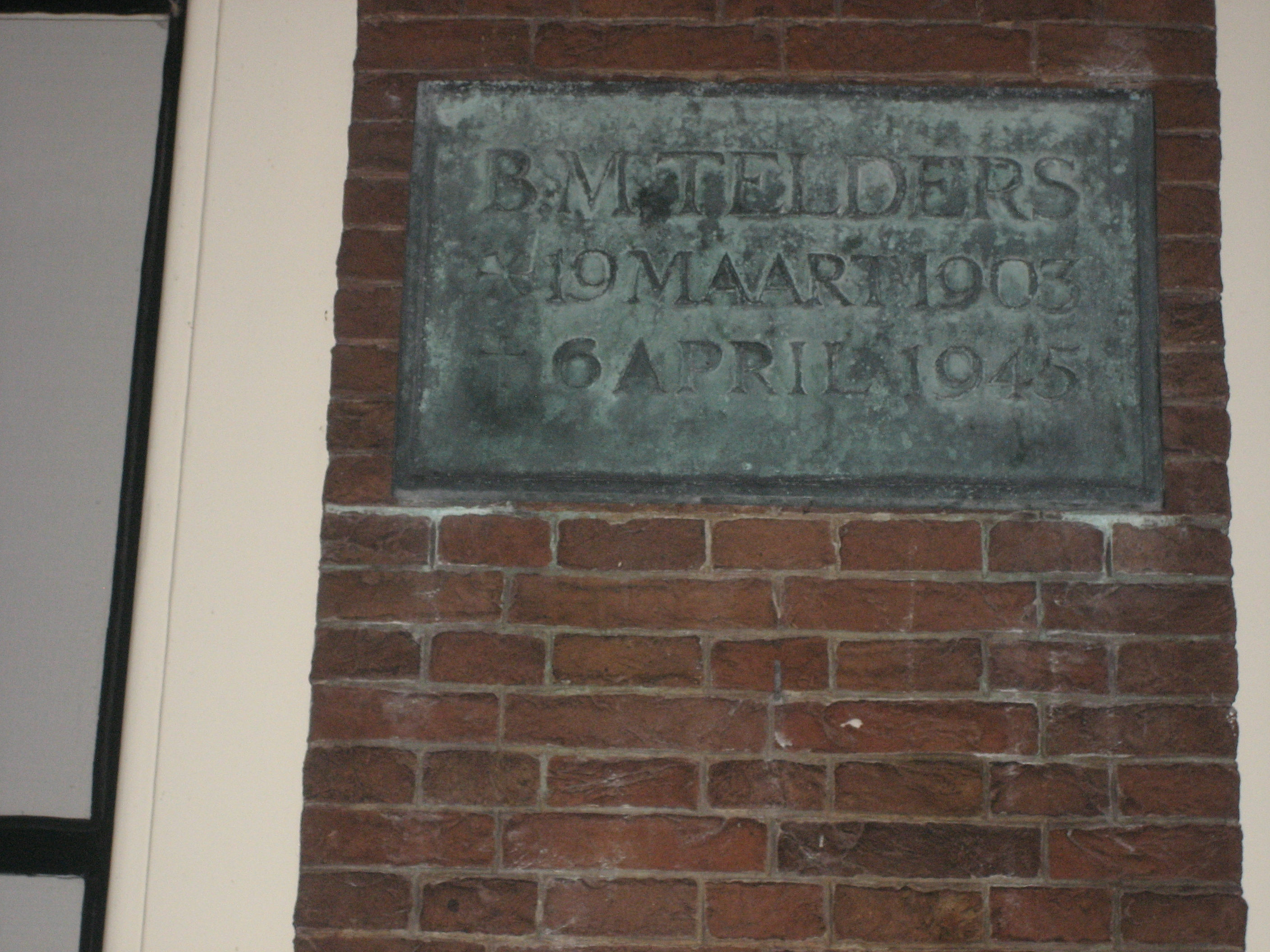
Plaquette ter gedachtenis aan Telders. Rapenburg 45, Leiden
- Herdenking prof. mr B.M. Telders, 2018